# Thalassocypria
Thalassocypria is een geslacht van kreeftachtigen uit de klasse van de Ostracoda (mosselkreeftjes).

## Soorten
- Thalassocypria aestuarina Hartmann, 1957
- Thalassocypria africana Hartmann, 1974
- Thalassocypria elongata Hartmann, 1957
- Thalassocypria gesinae Keyser, 1975
- Thalassocypria inujimensis Okubo, 1980
- Thalassocypria lacuscola Hartmann, 1980
- Thalassocypria sarbui Maddocks & Iliffe, 1993
- Thalassocypria vavrai Keyser, 1975